# Mr. Children 2005-2010 ＜macro＞
Mr. Children 2005-2010 ＜macro＞ è una raccolta dei successi del gruppo musicale giapponese Mr. Children pubblicato il 10 maggio 2012, contemporaneamente a Mr. Children 2001-2005 ＜micro＞. L'album è arrivato alla prima posizione della classifica Oricon ed ha venduto 1 056 404 copie.

## Tracce
1. Worlds end
2. Bokura no Oto (僕らの音?)
3. Houkiboshi (箒星?)
4. Shirushi (しるし?)
5. Fake (フェイク?)
6. Irodori (彩り?)
7. Tabidachi no Uta (旅立ちの唄?)
8. GIFT
9. HANABI
10. Hana no Nioi (花の匂い?)
11. Esora (エソラ?)
12. fanfare
13. Gitai (擬態?)
14. 365-nichi (365?)